# Cherie Chung
Cherie Chung (Cherie Chung Chor-Hung) (Hongkong, 16 februari 1960) (jiaxiang: Guangdong, Huizhou, Huiyang) is een actrice uit Hongkong.

## Biografie
Cherie Chung filmcarrière begon toen ze door acteur Damian Lau werd voorgesteld aan filmregisseur Johnny To. 'The Enigmatic Case' uit 1980 was voor zowel Cherie Chung als voor regisseur Johnny To hun debuut. In 1983, 1984 en 1987 kreeg ze een nominatie voor beste actrice van de Hong Kong Film Awards. In 1991 stopte ze met acteren en trouwde met reclameman Michael Chu.

## Filmografie
- 1980
- The Enigmatic Case
- 1981
- The Story of Woo Viet
- 1982
- Eclipse
- It Takes Two
- The Postman Fights Back
- 1983
- The Dead and the Deadly
- Descendant of the Sun
- Hong Kong Playboys
- Hong Kong, Hong Kong
- Twinkle Twinkle Little Star
- Winners and Sinners
- 1984
- Banana Cop
- Cherie
- Heaven Can Help
- The Hidden Power of the Dragon Sabre
- Maybe It's Love
- My Darling Genie
- Prince Charming
- 1985
- Fascinating Affairs
- The Flying Mr. B
- Women
- 1986
- Happy Ding Dong
- Peking Opera Blues
- Spring Outside of the Fence
- 1987
- An Autumn's Tale
- Double Fixation
- Golden Swallow
- Goodbye Darling
- Sayonana Goodbye
- Spiritual Love
- 1988
- The Eighth Happiness
- 18 Times
- Bet on Fire
- Carry on Hotel
- Chaos by Design
- Couples, Couples, Couples
- Fatal Love
- The Good, the Bad & the Beauty
- Last Romance
- Mister Mistress
- Moon, Star, Sun
- 1989
- Happy Together
- One Husband too Many
- Walk On Fire
- Stars and Roses
- Wild Search
- The Yuppie Fantasia
- 1991
- Zodiac Killers
- Once a Thief

- Biblioteca Nacional de España: XX1272280
- Bibliothèque nationale de France: cb14164627s (data)
- Gemeinsame Normdatei: 1089667760
- International Standard Name Identifier: 0000 0000 7823 3948
- Library of Congress Control Number: no2008088455
- SNAC: w6sf3rz7
- Système universitaire de documentation: 120289180
- Virtual International Authority File: 7597260
- WorldCat: E39PBJg8HykjgfhK6PBJcy4THC